# Congregatie voor de Katholieke Opvoeding
De Congregatie voor de Katholieke Opvoeding was een congregatie van de Romeinse Curie die zorg droeg voor het Katholieke Onderwijs. De bevoegdheid en jurisdictie over de opleiding van toekomstige clerici en de (seminaries) had Paus Benedictus XVI bij aangekondigd besluit van 27 oktober 2012 (in een toespraak voor de dertiende voltallige bisschoppensynode) overgedragen naar de Congregatie voor de Clerus.
De Congregatie voor de Katholieke Opvoeding was onder andere verantwoordelijk voor het toekennen van het predicaat katholiek aan universiteiten en zij legde het programma vast van kerkelijk erkende opleidingen.
Op 5 juni 2022 werd de congregatie opgeheven. De taken en bevoegdheden van de congregatie werden overgedragen aan de dicasterie voor Cultuur en Onderwijs, die op dezelfde datum ingesteld was.

## Documenten van de congregatie
- The Catholic School (19 maart 1977)
- Consecrated persons and their Mission in Schools. Reflections and guidelines. (28 oktober 2002)
- Educating Together in Catholic Schools. Shared Mission of Consecrated Persons and Lay Faithful (8 september 2007)